# Parlando e sparlando
Parlando e sparlando (Walking and Talking) è un film del 1996 diretto da Nicole Holofcener.